# Зелёна-Гура (гмина)
Зелёна-Гура (пол. Zielona Góra) — сельская гмина (волость) в Польше, входит как административная единица в Зелёногурский повет, Любушское воеводство. Население — 15 834 человека (на 2004 год).

## Сельские округа
1. Барциковице
2. Джонкув
3. Яны
4. Ярогневице
5. Еленюв
6. Келпин
7. Кремпа
8. Ленжыца
9. Лугово
10. Новы-Киселин
11. Охля
12. Пшилеп
13. Рацуля
14. Стары-Киселин
15. Суха
16. Затоне
17. Завада
18. Стожне

## Соседние гмины
1. Гмина Червеньск
2. Гмина Кожухув
3. Гмина Новогруд-Бобжаньски
4. Гмина Отынь
5. Гмина Сулехув
6. Гмина Свидница
7. Гмина Забур
8. Зелёна-Гура